# Ксено Мюллер
Ксено Мюллер (7 серпня 1972) — швейцарський академічний веслувальник.
Олімпійський чемпіон 1996 року в одиночці, срібний призер 2000 року в одиночці, учасник 1992 року.
Срібний призер Чемпіонату світу 1994, 1998, 1999 років в одиночці.